# Villaobispo de Otero
Villaobispo de Otero ist ein nordspanischer Ort und eine Gemeinde (municipio) mit 518 Einwohnern (Stand: 2024) in der Provinz León in der Autonomen Gemeinschaft Kastilien-León. Neben dem Hauptort Villaobispo de Otero besteht die Gemeinde aus den Ortschaften Brimeda, Carneros, La Carrera, Otero de Escarpizo und Sopeña de Carneros.

## Lage und Klima
Villaobispo de Otero liegt in einer Höhe von ca. 870 m in der westleonesischen Hochebene (meseta) etwa 53 Kilometer in westsüdwestlicher Richtung von León entfernt. Im Gemeindegebiet liegt der Flugplatz Campo de Vuela Astorga.
Das Klima ist gemäßigt bis warm; Regen (597 mm/Jahr) fällt überwiegend im Winterhalbjahr.

## Bevölkerungsentwicklung
| Jahr      | 1970 | 1981 | 1991 | 2001 | 2011 | 2021 |
| Einwohner | 1212 | 905  | 827  | 702  | 652  | 516  |

Aufgrund der zunehmenden Mechanisierung der Landwirtschaft und der Aufgabe zahlreicher bäuerlicher Kleinbetriebe in der zweiten Hälfte des 20. Jahrhunderts fehlten mehr und mehr Arbeitsplätze, was eine immer noch anhaltende Landflucht auslöste.

## Sehenswürdigkeiten
- Pelagiuskirche in Villaobispo de Otero
- Stefanskirche in Brimeda

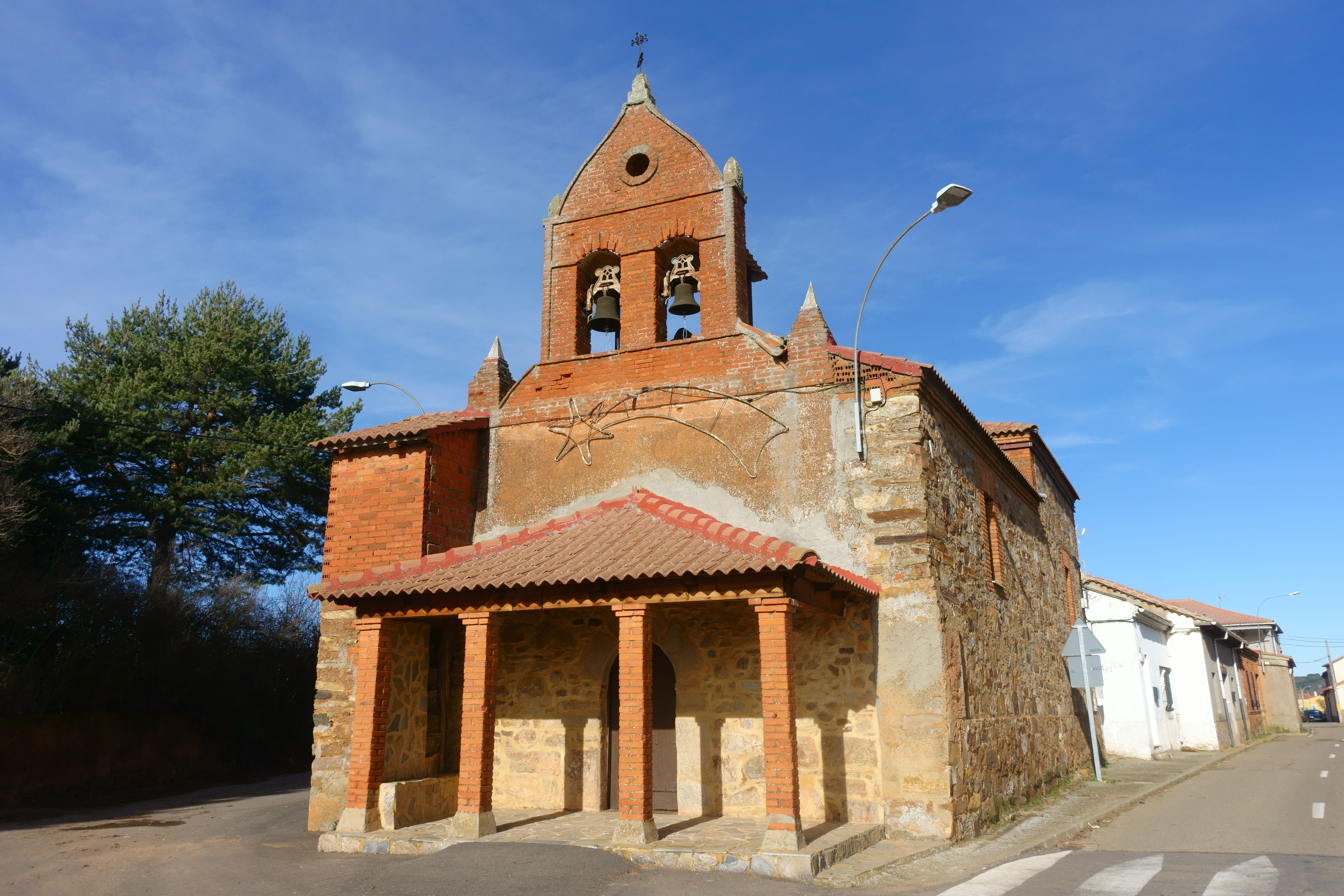
Pelagiuskirche
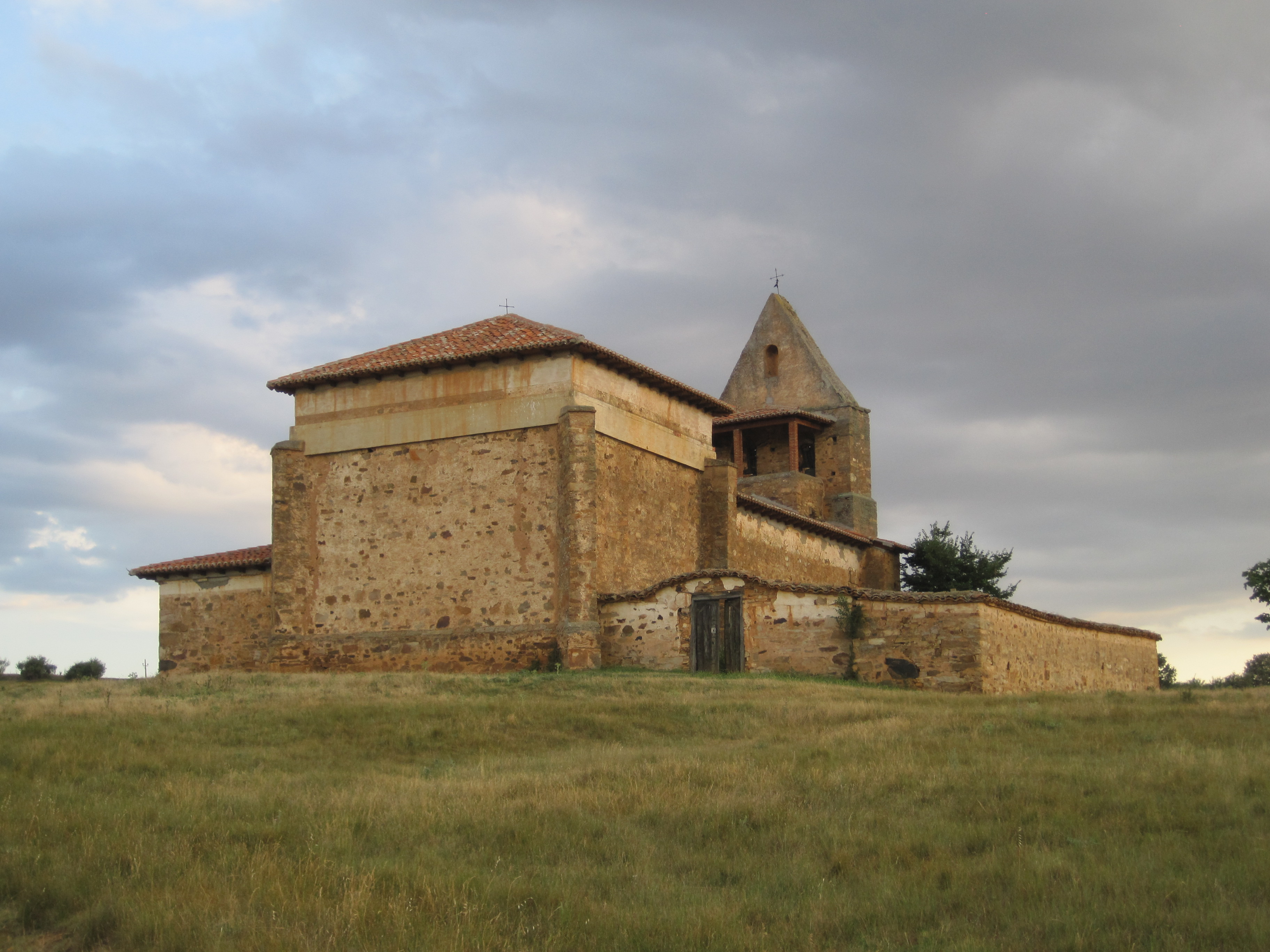
Stefanskirche
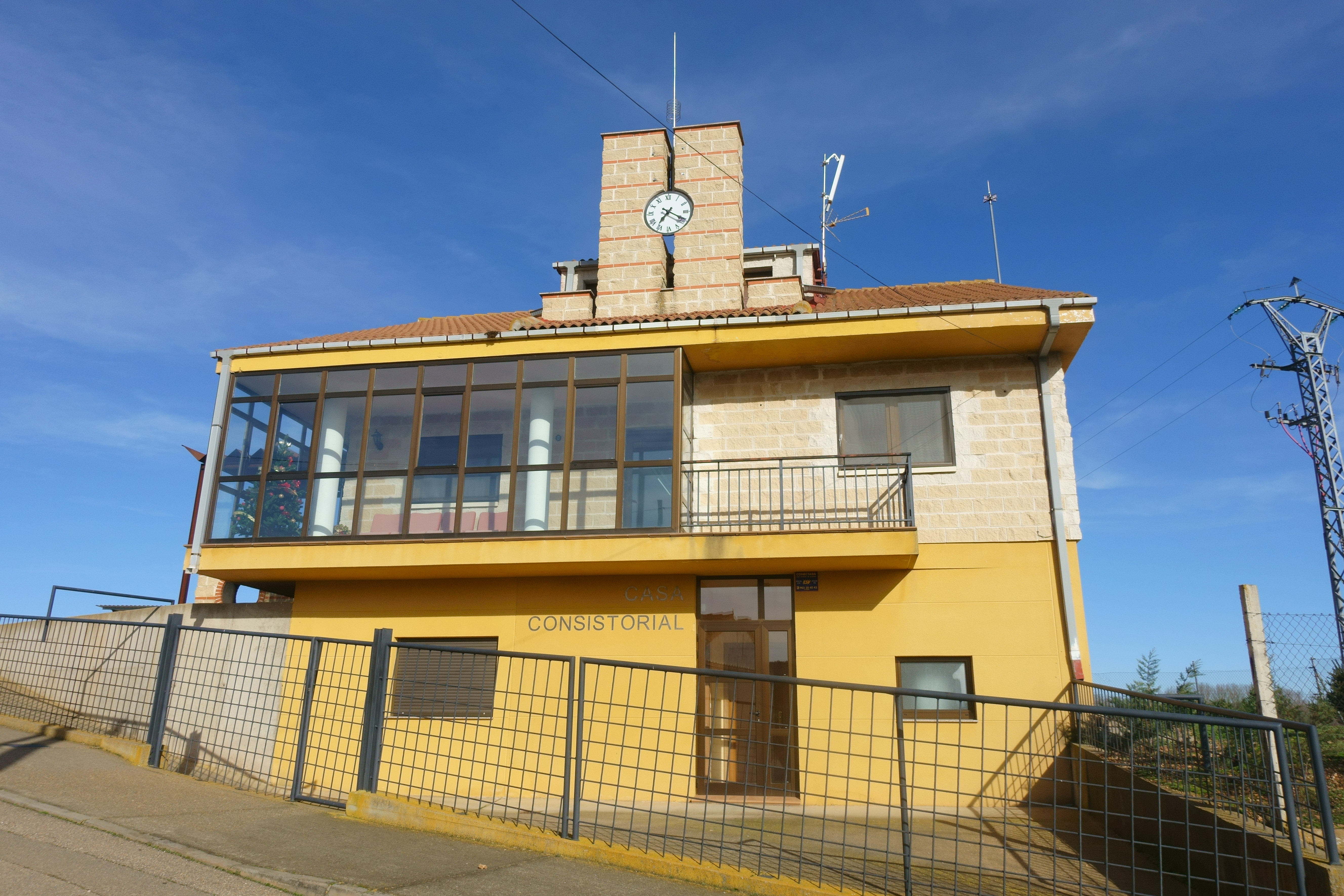
Rathaus